# Giorgio il Limniota
Giorgio il Limniota (635 circa – Monte Olimpo, 24 agosto 730) è stato un monaco cristiano bizantino, ucciso a causa della sua fede cristiana. È venerato come santo e martire dalla Chiesa cattolica.

## Agiografia
Divenne monaco giovanissimo in un monastero ignoto sul Monte Olimpo. Fu perseguitato da Leone III Isaurico per la sua fede nel culto delle reliquie e delle immagini sacre che l'imperatore aveva distrutto. 
Il 24 agosto 730 gli fu tagliato il naso e la testa gli fu bruciata.